# Trilaminato
Con il termine trilaminato si intende un materiale multistrato composto da tre strati di materiali differenti sovrapposti.
Viene distinto tramite la pesantezza, definita in grammi/metro².

## In tessuto
Il trilaminato, inteso come tessuto, viene usato principalmente in due ambiti ben distinti, la subacquea e l'industria ospedaliera.

### Subacquea
Nell'ambito della subacquea il trilaminato è inteso come un tessuto composto da materiale multistrato, realizzato tramite sovrapposizione di fogli di tessuto di nylon, gomma butilica e lycra. Quello da 230 g/m² a 350g/m² viene utilizzato spesso per la realizzazione di mute stagne.
Consente di avere una muta di peso contenuto, ottima per le immersioni sportive, e dotata di un buon comfort, anche se non adatta per immersioni professionali in acque inquinate per via della porosità del tessuto.
La lavorazione è semplice, in quanto consiste semplicemente nel tagliare gli strati del formato giusto e nel cucirli tra loro, e anche la riparazione in caso di danneggiamento può essere effettuata senza costi eccessivi.

### Vela e Alpinismo
Il trilaminato viene utilizzato anche per la realizzazione di cerate per la vela, costituite di strati sovrapposti di nylon e lycra, per via del suo peso contenuto, e nell'alpinismo per la produzione di tessuti in PTFE o Poliuretano a 3 strati.

### Industria ospedialiera
Il tessuto trilaminato viene utilizzato nell'industria ospedaliera per la realizzazione di tessuti sterili da utilizzarsi in camera operatoria.
I trilaminati chirurgici impediscono il passaggio di liquidi e microbi coniugando traspirabilità, impermeabilità ed assorbimento superficiale dei liquidi, che non devono "rimbalzare" o scorrere lungo il tessuto stesso. possono essere monouso o riutilizzabili.
I primi sono molto più economici, ma poco ecologici; i secondi sono molto più costosi ma possono essere riutilizzabili solitamente per 100 cicli di lavaggio/sterilizzazione riducendo notevolmente ilvolume degli "scarti ospedalieri"

## In metallo
Il trilaminato, inteso come metallo, è composto da strati sovrapposti di metalli differenti ed utilizzato per la realizzazione di pentole per la cucina; vengono utilizzati in questo caso acciaio all'interno, alluminio come strato intermedio e rame all'esterno.